# Pierre Longue (Molac)
Pour les articles homonymes, voir Pierre longue.
La Pierre longue est un menhir situé à Molac, dans le département français du Morbihan.

## Description
Le menhir mesure 4,80 m de hauteur et 1,60 m de largeur. Il est constitué d'un bloc de granite à section trapézoïdale. Il penche légèrement vers le sud-ouest.